# Stadio Luigi Zaffanella
Lo stadio Luigi Zaffanella è un impianto polisportivo di Viadana che ospita le gare interne del Rugby Viadana. Inaugurato nel 1993, è dedicato a Pierluigi Zaffanella, capitano giallo-nero degli anni settanta ed ottanta. L'impianto dispone di 6 000 posti a sedere distribuiti su tre tribune coperte e di un campo regolamentare in erba naturale.
Dal 2010 al 2012 ha ospitato le partite casalinghe degli Aironi Rugby, franchigia lombardo-emiliana impegnata in Celtic League.

## Storia
Inaugurato nel 1993, lo stadio comunale di Viadana è intitolato a Pierluigi Zaffanella, capitano giallo-nero degli anni 1970 e 1980. Da sempre dedicato quasi esclusivamente alla disciplina del rugby, rappresenta attualmente uno degli impianti più importanti ed all'avanguardia in Italia per quanto riguarda il mondo della palla ovale.
Inizialmente, la struttura era stata concepita con una sola tribuna, quella ad ovest del terreno di gioco; successivamente, ne venne edificata una ad est volta ad ospitare le tifoserie delle squadre avversarie. Nella tribuna storica risiedono i box stampa con annesso spazio per le telecamere e le postazioni per i due staff tecnici; inoltre, è la sede dei vecchi spogliatoi ed originariamente anche dell'ingresso in campo per gli atleti. Sono presenti anche una palestra, tre vasche con idromassaggio per il recupero fisico degli atleti, un'infermeria ed una sala antidoping. La tribuna est, architettonicamente caratterizzata da una sorta di tunnel circolare alla base, è fornita di un piccolo bar e dei servizi igienici.
Nell'estate 2008 venne aggiunta di una tribuna da 1 700 posti dietro l'area di meta a nord, arrivando così a poter contenere oltre 5 200 persone. Essa è sede degli uffici societari sul lato destro e della sala stampa sulla parte sinistra, mentre al centro sono state ricavate altre due sale, una adibita a conferenze e meeting e l'altra ad uso dello staff tecnico. Nella parte superiore della tribuna sono presenti sette sky-box dotati di ogni comfort necessario agli standard.
Nell'estate del 2010, contemporaneamente all'ingresso della franchigia degli Aironi in Celtic League, un ulteriore ampliamento delle tribune, del parcheggio, e delle infrastrutture circostanti, portò la capacità totale a 6 000 posti a sedere. Gli interventi di ristrutturazione del complesso ammontarono ad un totale di 5000000 € e furono finanziati dalla Regione Lombardia, dalla Provincia di Mantova e dal Comune di Viadana proprietario dell'impianto. Con l'ampliamento, la tribuna ovest accolse l'aggiunta di una parte laterale e di una parte centrale, che arriva oggi a rasentare il terreno di gioco; mentre, la tribuna est fu ampliata longitudinalmente sia sul lato destro sia su quello sinistro. Quest'ultima, nel triennio tra il 2010 e il 2012, ospitò la tifoseria abbonata degli Aironi.
L'area adiacente allo stadio comprende anche un campo collaterale regolamentare, utilizzato per gli allenamenti e per le partite delle squadre giovanili. La Club House 1.3 funge da pub, ristorante e pizzeria, ed è il luogo dove viene effettuato al termine di ogni match il tradizionale terzo tempo. Poco distante vi è lo store del club, dove è possibile acquistare l'abbigliamento e il merchandising ufficiale. Inoltre, lo stadio è circondato da due ampie aree parcheggio per auto e pullman, con zone dedicate ai mezzi radio-televisivi che trasmettono gli incontri.
Il 18 maggio 1994, lo Zaffanella ospitò il match internazionale fra Italia e Rep. Ceca valido per le qualificazioni alla Coppa del Mondo 1995; l'incontro fu vinto dagli Azzurri col punteggio di 104-8, vittoria con i record di massimo numero di punti realizzati e di massimo scarto favorevole nella storia della nazionale italiana.
Negli anni duemila fu la sede della Supercoppa italiana 2007 e 2008. Nel 2007 il Viadana si impose fra le mura amiche sul Benetton, mentre l'anno successivo fu il Parma ad aggiudicarsi il trofeo sconfiggendo il Calvisano.
Il 17 marzo 2013 venne designato per la finale del Trofeo Eccellenza, competizione che per quasi un decennio raccolse l'eredità della Coppa Italia, tra Viadana e S.S. Lazio. Ancora una volta fu la squadra di casa ad aggiudicarsi il titolo per 25-21, grazie a due marcature di Gonzalo Padró nei minuti finali della partita.
Nell'estate 2015, il Luigi Zaffanella fu uno dei quattro stadi designati da World Rugby e dalla FIR in occasione del Campionato World Rugby Under-20 in Italia, ospitando nove incontri del torneo.

## Incontri internazionali di rilievo
| Arbitro: | Nicolas Lasaga |

| |      |            |
| Ravazzolo 1’, 55’ Vaccari 6’, 25’ Filizzola 9’, 38’ Aldrovandi 13’, 22’, 48’ Gerosa 16’, 44’, 63’ Troncon 20’, 34’ Castellani 40’ Grespan 73’ | mt   | 78’ Školar |
| Troiani 6’, 9’, 20’, 22’, 25’, 34’, 38’, 40’, 44’, 55’, 63’, 73’                                                                              | tr   |            |
| | c.p. | 51’ Vrba   |